# Турну-Рошу (комуна)
Турну-Рошу (рум. Turnu Roșu) — комуна у повіті Сібіу в Румунії. До складу комуни входять такі села (дані про населення за 2002 рік):
- Себешу-де-Жос (684 особи)
- Турну-Рошу (1943 особи) — адміністративний центр комуни

Комуна розташована на відстані 194 км на північний захід від Бухареста, 20 км на південний схід від Сібіу, 137 км на південний схід від Клуж-Напоки, 101 км на захід від Брашова.

## Населення
За даними перепису населення 2002 року у комуні проживали 2627 осіб.
Національний склад населення комуни:
| Національність | Кількість осіб | Відсоток |
| -------------- | -------------- | -------- |
| румуни         | 2609           | 99,3%    |
| цигани         | 15             | 0,6%     |
| німці          | 2              | 0,1%     |
| угорці         | 1              | < 0,1%   |

Рідною мовою назвали:
| Мова      | Кількість осіб | Відсоток |
| --------- | -------------- | -------- |
| румунська | 2625           | 99,9%    |
| угорська  | 1              | < 0,1%   |
| німецька  | 1              | < 0,1%   |

Склад населення комуни за віросповіданням:
| Релігія                                       | Кількість осіб | Відсоток |
| --------------------------------------------- | -------------- | -------- |
| православні                                   | 2604           | 99,1%    |
| бретрени                                      | 11             | 0,4%     |
| римо-католики                                 | 1              | < 0,1%   |
| греко-католики                                | 1              | < 0,1%   |
| лютерани (Синодально-пресвітеріанська церква) | 1              | < 0,1%   |
| не вказали релігію                            | 1              | < 0,1%   |